# Perth Amboy
Perth Amboy és una població dels Estats Units a l'estat de Nova Jersey. Segons el cens del 2009 tenia 48.711 habitants.

## Demografia
Segons el cens del 2000, Perth Amboy tenia 47.303 habitants, 14.562 habitatges, i 10.761 famílies. La densitat de població era de 3.820,9 habitants/km².
Dels 14.562 habitatges en un 40,3% hi vivien nens de menys de 18 anys, en un 44,6% hi vivien parelles casades, en un 21% dones solteres, i en un 26,1% no eren unitats familiars. En el 20,6% dels habitatges hi vivien persones soles el 8,8% de les quals corresponia a persones de 65 anys o més que vivien soles. El nombre mitjà de persones vivint en cada habitatge era de 3,2 i el nombre mitjà de persones que vivien en cada família era de 3,63.
Per edats la població es repartia de la següent manera: un 28,5% tenia menys de 18 anys, un 11,4% entre 18 i 24, un 31,6% entre 25 i 44, un 18,3% de 45 a 60 i un 10,2% 65 anys o més.
L'edat mediana era de 31 anys. Per cada 100 dones de 18 o més anys hi havia 94,8 homes.
La renda mediana per habitatge era de 37.608 $ i la renda mediana per família de 40.740 $. Els homes tenien una renda mediana de 29.399 $ mentre que les dones 21.954 $. La renda per capita de la població era de 14.989 $. Aproximadament el 14,3% de les famílies i el 17,6% de la població estaven per davall del llindar de pobresa.

## Poblacions més properes
El següent diagrama mostra les poblacions més properes.